# Szent György-fatemplom (Prodánfalva)
A prodánfalvi Szent György-fatemplom műemlékké nyilvánított épület Romániában, Szilágy megyében. A romániai műemlékek jegyzékében az  SJ-II-m-B-05099 sorszámon szerepel.